# Bud Spencer és Terence Hill

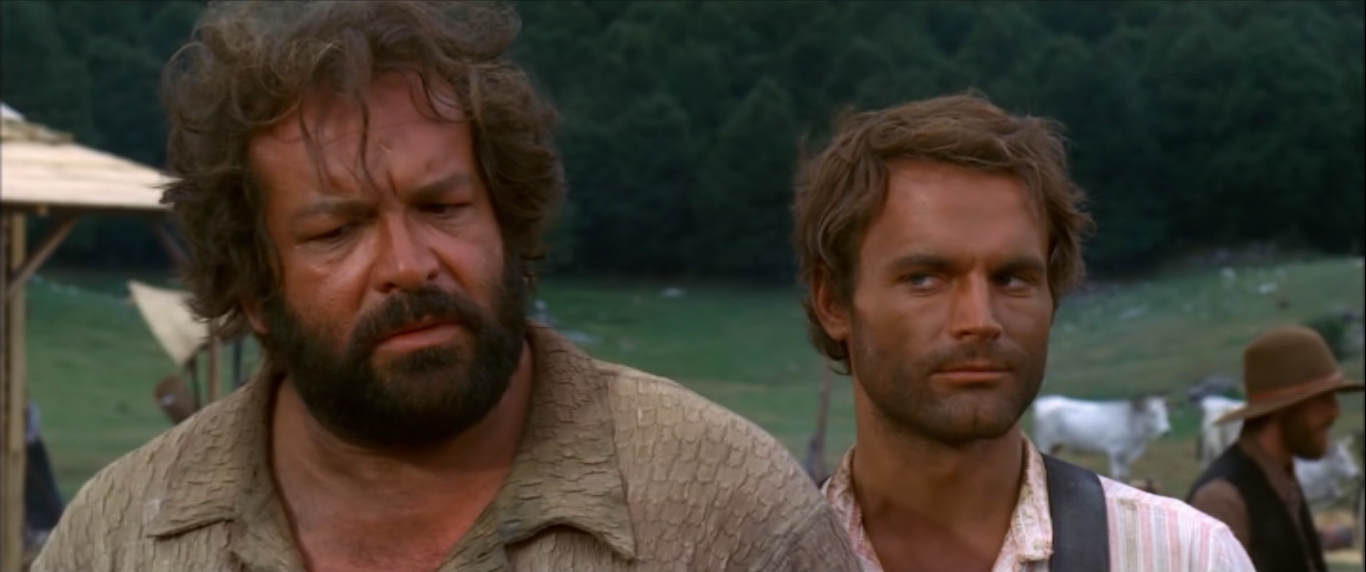
Spencer (balra) és Hill Az ördög jobb és bal keze Enzo Barboni filmben (1970)

Terence Hill (szül. 1939) és Bud Spencer (1929-2016) olasz színészek, akik számos akció-vígjátékot és spagettiwestern filmet forgattak együtt. „Világsikert arattak és milliókat vonzottak a moziszékbe.” Míg Hill karakterei fürgék és fiatalosak voltak, Spencer mindig a „flegma, mogorva erőskezű férfit játszotta áldott, naiv gyermeknevetéssel és aranyszívvel”..

## Háttér
Hill és Spencer születési neve Mario Girotti, illetve Carlo Pedersoli. Igazi nevükön először a Hannibal (1959) című filmben dolgoztak együtt, de nem duóként: csak mellékszerepekben szerepeltek, és nem volt közös jelenetük. Első filmjük duóként az Isten megbocsát, én nem volt. Eredetileg Peter Martellt választották főszereplőnek Spencer mellé, de az első forgatás előtti napon Martell eltörte a lábát, és Hill helyettesítette, ami elindította a partnerségüket. A film rendezője megkérte a két színészt, hogy változtassák meg a nevüket, mivel túl olaszos hangzásúnak tartotta egy westernfilmhez. Abban az időben az olasz westernek szereplői és stábja gyakran amerikai neveket vettek fel, hogy a film nagyobb eséllyel kelendőbb legyen a nem olaszul beszélő országokban; Girotti „Terence Hill”-re változtatta a nevét, Pedersoli pedig a „Bud Spencer”-t választotta, a Budot a Budweiser sör, a Spencert pedig a színész Spencer Tracy ihlette.

## Történetük
Korai filmjeik többsége „spagettiwestern” volt, kezdve az Isten megbocsát, én nem (1967), egy trilógia első része, amelyet a Bosszú El Pasóban (1968) és az Akik csizmában halnak meg (1969) követett. Hatalmas sikert arattak Az ördög jobb és bal keze (1970) című vígjáték-westernnel. Amikor a filmet először bejelentették, Peter Martell játszotta volna Trinity-t és George Eastman Bambino-t. A két karaktert később Hill és Spencer alakította, akik népszerű komikus duóvá váltak az Isten megbocsát... én nem megjelenése után. Az ördög jobb és bal keze (1970) folytatása, Az ördög jobb és bal keze 2. (1971) még az eredetinél is népszerűbb volt. A film hatalmas anyagi sikert aratott, 14 554 172 olaszországi belépővel az addigi legtöbb bevételt hozó olasz film lett - ezt a címet korábban az elődje, Az ördög jobb és bal keze című film birtokolta. 12 267 000 nézővel ez a film a hetedik legsikeresebb film Németországban mindmáig, és az Egyesült Államokban is sikerrel szerepelt. A Bunyó karácsonyig (1994), az utolsó vászonpárosításuk ugyanebben a műfajban játszódott.
Hill játszotta a címszereplő kardforgatót a Kalózok háborújában (1971), amelyben Spencer egy kisebb szerepet kapott. Ennek a filmnek a forgatására nem sokkal Az ördög jobb és bal keze (1970) forgatásának befejezése után került sor, és még azelőtt, hogy a filmet bemutatták volna, és kiderült volna, milyen sikeres lesz az a film, és annak képlete. Nem sokkal azután, hogy befejeződött a Kalózok háborúja (1971) forgatása, elkezdődött Az ördög jobb és bal keze 2 (1971) forgatása.

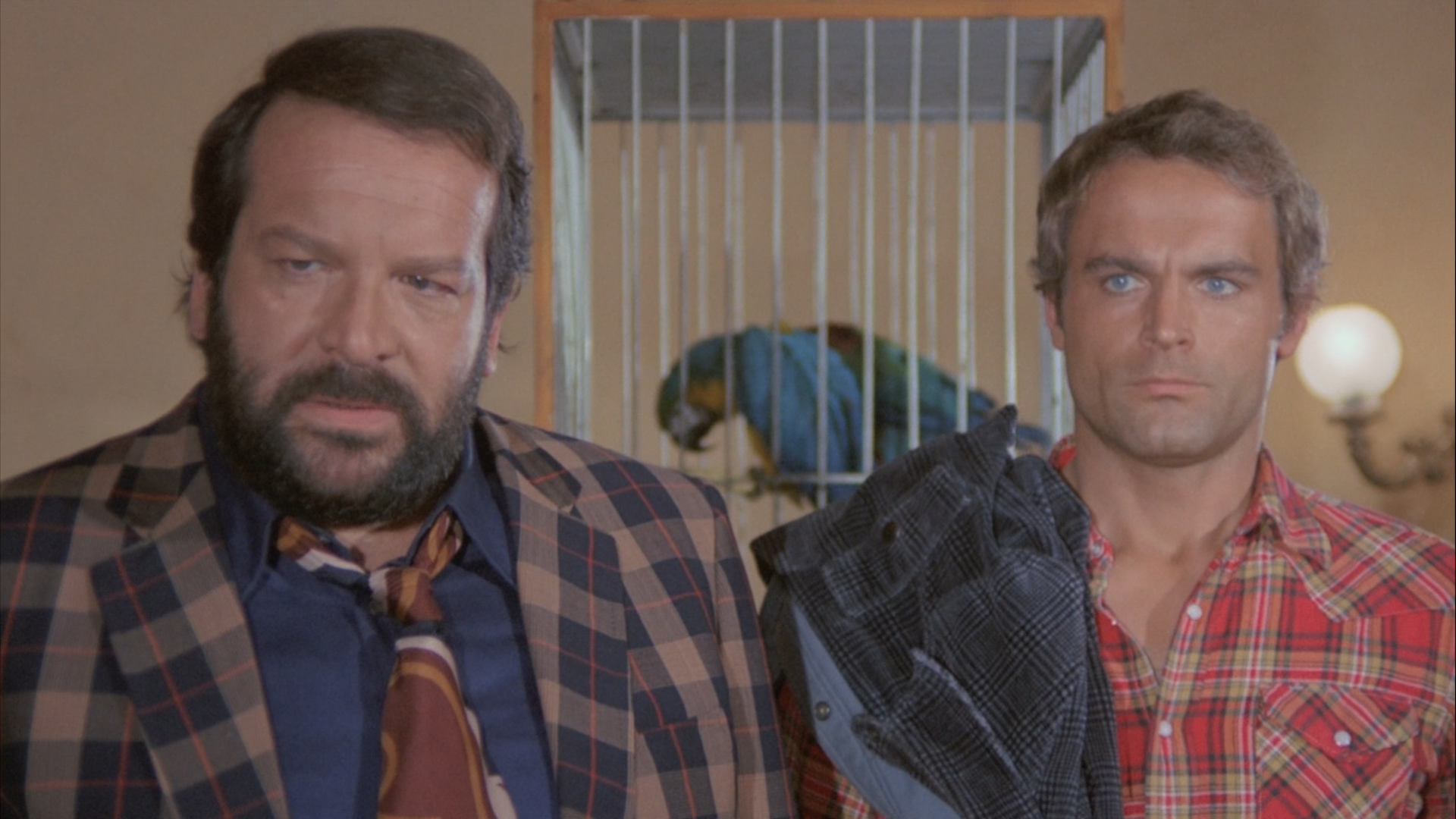
Terence Hill és Bud Spencer a Különben dühbe jövünk című Marcello Fondato filmben (1974)

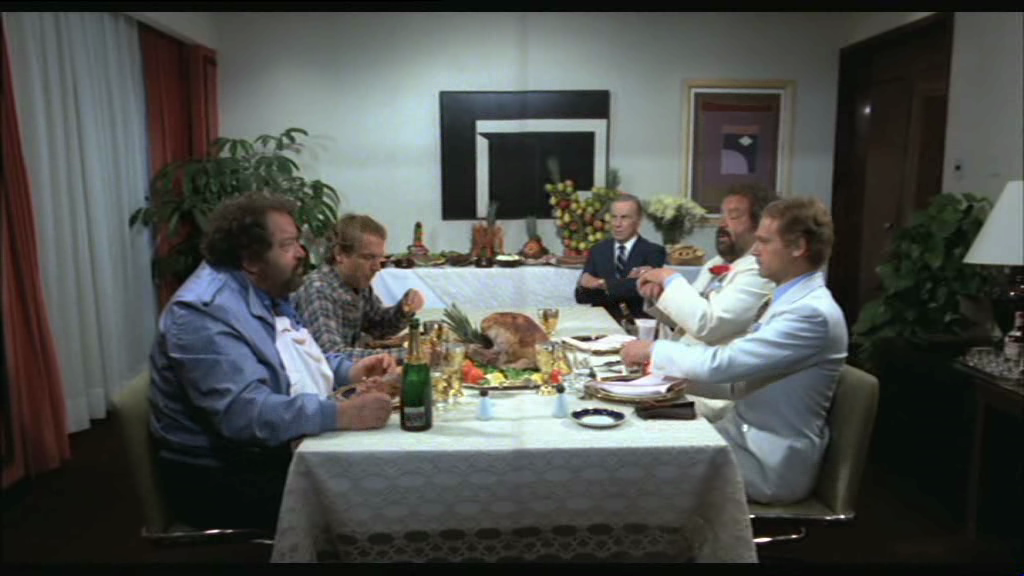
Terence Hill és Bud Spencer kétszeresen a Nincs kettő négy nélkül című filmben

Mindent bele, fiúk! (1972) volt az első modern környezetben játszódó film, bár a korábbi filmek sok más slapstick elemét átvették.  Több nem westernben is szerepeltek:  Különben dühbe jövünk (1974), Fordítsd oda a másik orcád is! (1974), Bűnvadászok (1977), …és megint dühbe jövünk (1978), Én a vízilovakkal vagyok (1979), Kincs, ami nincs (1981), Nyomás utána! (1983) és Nincs kettő négy nélkül (1984). A Szuperhekusok (1985) volt az utolsó közös, nem nyugati filmjük, és az utolsó közös filmjük, mielőtt kilenc évvel később újra összeálltak a Bunyó karácsonyig (1994) című filmben.
1975-ig filmjeik több mint 50 millió dolláros (30 milliárd líra) bevételt hoztak Olaszországban.
Számos filmjüknek alternatív címe van, országtól és forgalmazótól függően. Némelyiknek hosszabb olasz változata van, amelyet a külföldi megjelenésükhöz szerkesztettek meg. Ezek a filmek népszerűséget gyűjtöttek mindkét színész számára, különösen Európa nagy részén, valamint Ázsia és Dél-Amerika egyes részein.
Annak ellenére, hogy Hill folyékonyan beszélt olaszul és angolul, általában más színészek szinkronizálták mindkét nyelven. Filmjeinek olasz változataiban különböző színészek adták a hangját egészen az 1960-as évek végéig, ahol elsősorban Sergio Graziani szinkronizálta; 1970-től 1983-ig Pino Locchi, 1983-tól 1996-ig pedig Michele Gammino szinkronizálta. Az angol szinkronizáláshoz Lloyd Battista szinkronizálta őt hat filmben, míg Roger Browne a legtöbb 1970-es évek eleji filmjében (Az ördög jobb és bal kezétől az Egy zseni, két haver, egy balekig); a Mr. Milliárdtól kezdve Hill saját angol hangját szinkronizálta.
Spencert általában Glauco Onorato színész szinkronizálta filmjeinek olasz változataiban vastag nápolyi akcentusa miatt, bár a Troublemakersben Sergio Fiorentini adta a hangját, az angol szinkronoknál Spencernek általában Robert Sommer, Edward Mannix vagy Richard McNamara adta a hangját, bár néha saját hangját is biztosította.
Az angyalok is esznek babot (1973) eredetileg Spencer és Hill főszereplésével készült volna, de Hill kiszállt a projektből, és helyére Giuliano Gemma került. A filmnek 1974-ben folytatása készült, a Charleston. Spencer nem volt hajlandó újra játszani a szerepét, helyére Ricky Bruch került. A Fél lábbal a paradicsomban (1991) eredetileg Hillt tervezték Spencer mellé, de Hillnek vissza kellett utasítania, mivel még mindig a Lucky Luke tévésorozatban szerepelt.
A duó hatalmas népszerűsége miatt sok producer szerette volna kihasználni a hasonlóságukat vizuálisan hasonló duókkal. A legjelentősebbek Paul L. Smith (a későbbi években Adam Eden adoptált neve, néha Anam Eden néven szerepel) és Michael Coby (valódi nevén Antonio Cantafora) voltak, akik 1973 és 1977 között legalább hat filmet készítettek Bud & Terence-módra. Az egyiket, a Convoy Buddies című filmet a Film Ventures International választotta ki amerikai bemutatásra, és Edward L. Montoro producer Bob Spencerre változtatta Smith nevét, Cantafora nevét pedig Terrance Hallra. Smith perelt, sikerrel érvelve azzal, hogy egy színész karrierje szempontjából létfontosságú a név ismertsége. A bíróság egyetértett és az FVI ellen döntött, amely kártérítést és perköltséget fizetett Smithnek. Az 1980-as évek elején Bujtor István Bud Spencer magyar hangjaként vált ismertté. A Spencerhez való valós hasonlósága alapján később magyar vígjátéksorozat készült a Bud Spencer-Terence Hill műfajban, amelyben Bujtor játszotta a keménykötésű nyomozót, Csöpi Ötvöst, magyar színésztársa Kern András partnereként.
2017-ben megjelent egy filmjeik által inspirált videojáték, a Bud Spencer & Terence Hill: Slaps and Beans, a folytatás 2023-ban jelent meg.

## Közös filmjeik
- Hannibal (1959)
- Isten megbocsát, én nem (1967)
- Bosszú El Pasóban (1968)
- Akik csizmában halnak meg (1969)
- Az ördög jobb és bal keze (1970)
- Kalózok háborúja (1971)
- Az ördög jobb és bal keze 2. (1971)
- Mindent bele, fiúk! (1972)
- Különben dühbe jövünk (1974)
- Fordítsd oda a másik orcád is! (1974)
- Bűnvadászok (1977)
- …és megint dühbe jövünk (1978)
- Én a vízilovakkal vagyok (1979)
- Kincs, ami nincs (1981)
- Nyomás utána! (1983)
- Nincs kettő négy nélkül (1984)
- Szuperhekusok (1985)
- Bunyó karácsonyig (1994)

## Lásd még
- Olasz filmművészet
- Spagettiwestern